# 愛ある世界
『愛ある世界』（あいあるせかい）は、ロックバンド、ザ・コレクターズ(THE COLLECTORS)のミニ・アルバム。

## 概要
ザ・コレクターズが唯一リリースしたミニ・アルバムであり、「ビッグ・シングル」とも呼ばれている。これまで発表した曲のセルフカバー2曲、カバー3曲（その内再録が1曲）、そして新曲を1曲を付け加えた全6曲が収録されている。
ジャケットはキッチナーの募兵ポスターのパロディになっている。
なお、このアルバムに同バンドの楽曲「愛ある世界」は収録されていない。

## 収録曲
1. SUMMER OF LOVE
  - 作詞・作曲:加藤ひさし / 編曲:THE COLLECTORS

新曲
2. 明治通りをよこぎって
  - 作詞・作曲:加藤ひさし / 編曲:THE COLLECTORS

再録
3. NICK! NICK! NICK!
  - 作詞・作曲:加藤ひさし / 編曲:THE COLLECTORS

再録
4. 愛しのルネ (WALK AWAY RENNE)
  - 作詞・作曲:マイケル・ブラウン、トニー・サンソン、ボブ・カリーリ / 日本語詞:加藤ひさし

レフト・バンクのカバー曲
5. 茂みの中の欲望 (Here We Go Round The Hulberry Bush)
  - 作詞・作曲:ジム・キャパルディ、デイブ・メイソン、スティーヴ・ウィンウッド、クリス・ウッド

映画「茂みの中の欲望」テーマのカバー曲
6. 恋はヒートウェーヴ (Love Is Like A) HEAT WAVE
  - 作詞・作曲:ホーランド＝ドジャー＝ホーランド / 日本語詞:加藤ひさし

マーサ&ザ・ヴァンデラスのカバー曲の再録

## タイアップ
- 明治通りをよこぎって (リミックス・バージョン) -

映画『THE COLLECTORS〜さらば青春の新宿JAM』主題歌。
リミックスされた楽曲は、2018年リリースのEP「明治通りをよこぎって【THE COLLECTORS〜さらば青春の新宿JAM〜主題歌】」に収録されている。